# Josef Lampel
Josef Lampel (auch Joseph Lampel; * 27. September 1850 in Spielfeld (Steiermark); † 13. März 1924 in Wien) war ein österreichischer Archivar und Historiker.

## Leben
Lampel absolvierte das Wiener Theresianum und begann anschließend ein Studium der Geschichte und Geographie. In dieser Zeit war er von 1877 bis 1879 ordentliches Mitglied des Instituts für Österreichische Geschichtsforschung. 1879 bestand er sowohl die Institutsprüfung als auch die Prüfung für das Lehramt der Geschichte und Geografie. Seine rechtswissenschaftlichen Studien schloss er nicht ab. 1883 wurde er mit der Dissertation Die Einleitung zu Jans Enenkels Fürstenbuch: ein Beitrag zur Kritik österreichischer Geschichtsquellen und zur Geschichte der Babenberger an der Wiener Universität zum Doktor der Philosophie promoviert.
Lampel wurde 1879 Volontär am Geheimen Haus-, Hof- und Staatsarchiv und 1880 durch Franz Nadherny (1853–1919) als Konzeptaspirant dort angestellt. 1883 wurde er Archivkonzipist 2. Klasse, im März 1888 Archivkonzipist 1. Klasse und am 30. September 1897 Haus-, Hof- und Staatsarchivar. Am 5. Juni 1906 stieg er zum Sektionsrat auf, bevor er am 1. August 1915 in den Ruhestand trat. In diesem Zug wurde ihm der Titel eines Hofrates verliehen.
Lampel starb 1924 an einem Herzschlag. Seine wissenschaftliche Sammlung wurde nach seinem Tod dem Staatsarchiv übergeben. Er veröffentlichte eine Vielzahl an Aufsätzen und erwarb sich große Verdienste um die Erforschung der Geschichte und Topographie Niederösterreichs.

## Schriften (Auswahl)
- Die Einleitung zu Jans Enenkels Fürstenbuch: ein Beitrag zur Kritik österreichischer Geschichtsquellen und zur Geschichte der Babenberger, Hölder, Wien 1883.
- (Bearb.): Urkundenbuch des aufgehobenen Chorherrnstiftes Sanct Pölten. Vorbereitet von Anton Victor Felgel, Wien 1891–1901.
- Quellen zur Geschichte der Stadt Wien,  Verlag des Vereines für Geschichte der Stadt Wien
  - Abteilung 1, Regesten aus in- und ausländischen Archiven, mit Ausnahme des Archivs der Stadt Wien, Band 8, Wien 1914.
  - Abteilung 2, Regesten aus dem Archive der Stadt Wien, Band 4: Verzeichnis der Originalurkunden des Städtischen Hauptarchives 1494–1526. 1. Halbband, Wien 1917.
  - Abteilung 1, Regesten aus in- und ausländischen Archiven, mit Ausnahme des Archivs der Stadt Wien, Band 7: Regesten aus dem (Haus-, Hof- und) Staatsarchive zu Wien, Wien 1923.